# محمد عبد السلام (لاعب كرة قدم مواليد 1987)
محمد عبد السلام هو لاعب كرة قدم مصري في مركز الوسط، ولد في 24 مايو 1987. لعب مع نادي الرجاء.